# KiKi Layne
KiKi Layne (właśc. Kiandra Layne; ur. 10 grudnia 1991 w Cincinnati) – amerykańska aktorka, która wystąpiła m.in. w filmach Gdyby ulica Beale umiała mówić, The Old Guard i Syn swego kraju.

## Filmografia
| Rok  | Tytuł                                         | Rola                | Uwagi            |
| ---- | --------------------------------------------- | ------------------- | ---------------- |
| 2015 | Veracity                                      | Olivia              | krótkometrażówka |
| 2016 | Chicago Med                                   | Emmie Miles         | 1 odcinek        |
| 2018 | Gdyby ulica Beale umiała mówić                | Tish Rivers         |                  |
| 2019 | Syn swego kraju                               | Bessie              |                  |
| 2019 | Rebelia                                       | Carrie              |                  |
| 2019 | The Staggering Girl                           | Adut                | krótkometrażówka |
| 2020 | The Old Guard                                 | Nile Freeman        |                  |
| 2021 | Książę w Nowym Jorku 2                        | Meeka Joffer        |                  |
| 2022 | Chip 'n Dale: Rescue Rangers                  | Ellie (głos)        |                  |
| 2022 | Nie martw się, kochanie (Don't Worry Darling) | Margaret            |                  |
| 2024 | Dandelion                                     | Dandelion / Theresa |                  |
| 2025 | The Old Guard 2                               | Nile                |                  |